# Bernard Freyberg
Bernard Cyril Freyberg, 1. baron Freyberg (ur. 21 marca 1889 w Londynie, zm. 4 lipca 1963 w Windsorze) – wojskowy nowozelandzki, dowódca Nowozelandzkiego Korpusu Ekspedycyjnego w czasie obrony Krety, kampanii w Afryce Północnej i bitwy o Monte Cassino, w okresie powojennym w uznaniu zasług gubernator generalny Nowej Zelandii (1946–1952).

## Życiorys
Urodził się w Londynie 21 marca 1889. Kiedy miał zaledwie dwa lata, jego rodzina wyjechała do Nowej Zelandii, gdzie w 1911 uzyskał prawo wykonywania zawodu stomatologa. Był też zapalonym sportowcem i dwukrotnie – w 1906 i 1910 – zdobył mistrzostwo tego kraju w pływaniu. W 1914 udał się do Meksyku, gdzie brał udział w toczącej się w tym kraju wojnie domowej.
Po wybuchu I wojny światowej powrócił do Wielkiej Brytanii i wstąpił do armii. W czasie spotkania z Winstonem Churchillem, pełniącym funkcję pierwszego lorda Admiralicji, zdołał przekonać go do nadania mu stopnia oficerskiego w nowo utworzonej Royal Naval Division. W 1915 brał udział w desancie na Gallipoli (obok Gelibolu, Turcja) i walczył tam aż do ewakuacji wojsk sprzymierzonych w grudniu.
Wiele razy wykazał się męstwem, za co został odznaczony Distinguished Service Order (DSO). W maju 1916 przybył do Francji i wziął udział w ostatniej fazie walk nad Sommą. Za uczestnictwo w walkach o Beaucourt otrzymał najwyższe brytyjskie odznaczenie – Krzyż Wiktorii; dziewięć razy był ranny. W kwietniu 1917 został awansowany do stopnia generała brygady i objął dowództwo nad 58. Dywizją. Był wtedy najmłodszym generałem armii brytyjskiej. Poważnie ranny we wrześniu, wrócił na front w styczniu 1918 jako dowódca brygady w 29. Dywizji. Jeszcze kilkakrotnie wykazał się męstwem, tak że przed końcem wojny po raz drugi został odznaczony DSO, a także Orderem św. Michała i św. Jerzego i francuskim Krzyżem Wojennym.
Na początku roku 1919, czyli już po zakończeniu I wojny światowej trafił do Grenadier Guards, a od 1921 do 1925 roku był oficerem sztabowym w 44. Dywizji. W tym czasie ożenił się i bezskutecznie próbował swych sił w wyborach parlamentarnych. Później był zatrudniony w Kwaterze Głównej Wschodniego Dowództwa, a następnie dowodził 1. batalionem pułku Manchester. W 1934 został awansowany do stopnia generała majora. W 1936 odznaczono go Orderem Łaźni, a 16 grudnia 1937, ze względu na szmery sercowe, odszedł z armii.
Po wybuchu II wojny światowej rząd Nowej Zelandii poprosił Freyberga o objęcie dowództwa nad korpusem ekspedycyjnym tego państwa wysłanym do udziału w wojnie w obronie Grecji. Jednocześnie został on dowódcą nowozelandzkiej 2. Dywizji. Dowodził m.in. oddziałami nowozelandzkimi broniącymi historycznego wąwozu Termopile. Po walkach o Kretę otrzymał awans do stopnia generała porucznika i dowodził 2. Dywizją w Afryce Północnej i na terenie Włoch. Nowozelandzka 2. Dywizja była organizacyjnie włączona do 8. Armii, ale Freyberg domagał się dla niej znacznej autonomii. Powodowało to liczne konflikty między nim a generałem Claude’em Auchinleckiem, dowódcą sił imperium brytyjskiego. Natomiast jego stosunki z dowódcą 8. Armii gen. Bernardem Lawem Montgomerym były bardzo dobre, a zwycięzca spod El-Alemejn cenił go wysoko.
Na froncie włoskim dowodził dywizjami nowozelandzkimi biorącymi udział w walkach o Monte Cassino. To na jego wniosek dowództwo alianckie podjęło decyzję o zbombardowaniu opactwa i miasta Cassino. Mimo to nowozelandzkie natarcie zakończyło się klęską.
We wrześniu 1944 został poważnie ranny w katastrofie lotniczej. Po sześciu tygodniach wrócił do dowodzenia dywizją, która wojnę zakończyła pod Triestem. Za kampanię włoską otrzymał po raz trzeci DSO i amerykańską Legię Zasługi. Dywizją dowodził do 22 listopada 1945, a następnie powrócił do Nowej Zelandii. W 1946 jako osoba bardzo popularna w tym kraju, otrzymał najwyższe stanowisko w tym państwie – gubernatora generalnego. Sprawował tę funkcję do 1952 roku. Rok wcześniej nadano mu szlachecki tytuł barona. Po powrocie do Wielkiej Brytanii zamieszkał w zamku Windsor jako jego honorowy wicegubernator. W roku 1963 odnowiła się jedna z jego ran wojennych i 4 lipca zmarł.